# Borová (okres Trnava)
Borová je obec na Slovensku v okrese Trnava. Žije zde 454 obyvatel. První písemná zmínka o obci pochází z roku 1589.
V obci stojí římskokatolický kostel sv. Štěpána krále z roku 1675.